# Григоровский, Николай Петрович
Никола́й Петро́вич Григоро́вский (1830—1883) — исследователь-этнограф Нарымского края, основоположник селькуповедения.

## Биография
Работал лесничим на территории современной Удмуртии. По обвинению в служебных нарушениях сослан в 1867 году в село Новое Нарымского края (ныне Новоильинка Колпашевского района Томской области). Увлёкся преподавательской деятельностью и изучением местных обычаев и языка. С 1870 года начал печататься в бюллетене Западно-Сибирского отделения Русского географического общества «Записки ЗСОРГО». С 1878 года получил свободу перемещения, но остался в Нарымском крае.
В 1879 году опубликовал в Казани через православное миссионерское общество первую азбуку селькупского языка. В 1882 году по линии ЗСОРГО участвовал в экспедиции исследования Васюганской тундры. Скончался и похоронен в селе Новоильинка Колпашевского района.

## Научные работы
- Крестьяне-старожилы Нарымского края. 1870
- Азбука сюссогой гулани. 1879
- Очерки Нарымского края. 1882
- Собирание кедровых орехов в Нарымском крае. 1882
- Винокурши. 1882
- Промысел гусей. 1882
- Медвежья облава. 1882
- Производство из крапивы. 1882
- Мнения и предания о мамонте у сибирских инородцев. 1882
- Ворожба. 1882
- Описание Васюганской тундры. 1884

Неопубликованные:
- Оброчная статья
- Быт ссыльных в Нарымском крае